# Lieblingsmelodien der Volksmusik
Lieblingsmelodien der Volksmusik ist das 52. Studioalbum des österreichischen Schlagersängers Freddy Quinn, das vom Musiklabel Polydor (Nummer 2459 250) auf Schallplatte in Deutschland veröffentlicht wurde und deutsche Volkslieder enthält. Singleauskopplungen wurden keine produziert.

## Schallplattenhülle
Auf der Schallplattenhülle ist ein zeichnerisch dargestelltes Dorf mit einem Leuchtturm und dem Meer im Hintergrund. Auf dem Bild befindet sich ein Bauernhof und ein Fachwerkhaus sowie händisch arbeitende Landwirte, die säen, mit einem Arbeitspferd pflügen und mit einer Sense das Getreide ernten. Vom Sänger Freddy Quinn ist auf der Hülle kein Bild angebracht, sein Name befindet sich in Versalien über dem Bild. Darüber befindet sich in weißer Schriftzug der Albumtitel.

## Titelliste
Das Album beinhaltet folgende 16 Titel:
- Seite 1

1. Jetzt kommen die lustigen Tage
2. Kein schöner Land
3. Ein Heller und ein Batzen
4. Irgendwo blüht noch eine Rose
5. Ich weiß nicht, was soll es bedeuten
6. Im grünen Wald, da wo die Drossel singt
7. Droben im Oberland
8. Lang lang ist’s her

- Seite 2

1. Nach der Heimat möcht’ ich wieder
2. Lustig ist das Zigeunerleben
3. Im schönsten Wiesengrunde
4. Die Gedanken sind frei
5. In einem kühlen Grunde
6. Horch was kommt von draußen rein
7. Der Mond ist aufgegangen
8. Guten Abend, gut’ Nacht